# Макгихи (Арканзас)
Макгихи (енгл. McGehee) град је у америчкој савезној држави Арканзас.

## Демографија
По попису из 2010. године број становника је 4.219, што је 351 (-7,7%) становника мање него 2000. године.
| Група             | 2000.         | 2010.         |
| Белци             | 2.549 (55,8%) | 2.088 (49,5%) |
| Афроамериканци    | 1.897 (41,5%) | 1.954 (46,3%) |
| Азијати           | 11 (0,2%)     | 18 (0,4%)     |
| Хиспаноамериканци | 68 (1,5%)     | 115 (2,7%)    |
| Укупно            | 4.570         | 4.219         |